# Pseudobiantes
Pseudobiantes – niewielki rodzaj kosarzy z podrzędu Laniatores i rodziny Epedanidae.

## Występowanie
Oba gatunki są endemiczne dla Japonii.

## Systematyka
Opisano dotąd zaledwie 2 gatunki z tego rodzaju:
- Pseudobiantes japonicus Hirst, 1911
- Pseudobiantes silvestrii (Mello-Leităo, 1944)